# Sajenice
Sajenice so naselje v občini Mirna.
Sajenice se nahajajo ob cesti Mirna – Gabrovka in na sosednjem nizkem griču ter obsegajo dva ločena dela Gornje in Dolnje Sajenice. Na severni strani se vse do ceste zajeda globoka dolina Lipoglav s potokom Lipoglavščico, ki teče dalje po širši dolini Blatnik v Mirno. Na jugovzhodu se nahaja plitvejši Ocvirkov graben z istoimenskim potočkom, pritokom Lipoglavščice, na jugu pa se dviga Migolska gora (400 m), kjer je nekaj vinogradov. Na zahodu se svet strmo spušča na gozdnati Hom, kjer je več grap, ki dajejo vodo potoku Homščici. Pri cesti je bil nekoč kal za napajanje živine, pod njim pa dva obzidana izvira, ki ju ne uporabljajo več.